# Министерство финансов Китайской Народной Республики
Министерство финансов Китайской Народной Республики (кит. упр. 财政部, пиньинь Cáizhèng bù), — национальное исполнительное агентство Центрального народного правительства Китайской Народной Республики. Министерство проводит макроэкономическую политику, а также распоряжается бюджетом страны. Было образовано в 1949 году.

## Список министров финансов КНР
- Бо Ибо (19 октября 1949 — октябрь 1952)
- Жун Цзыхэ (октябрь 1952 — 19 сентября 1953), и. о.
- Дэн Сяопин (19 сентября 1953 — 25 июня 1954)
- Ли Сяньнянь (25 июня 1954 — январь 1967)
- Инь Чэнчжэнь (январь 1967 — 17 января 1975)
- Чжан Цзиньфу (17 января 1975 — 13 сентября 1979)
- У Бо (13 сентября 1979 — 26 августа 1980)
- Ван Бинцянь (26 августа 1980 — 4 сентября 1992)
- Лю Чжунли (4 сентября 1992 — 18 марта 1998)
- Сян Хуайчэн (18 марта 1998 — 17 марта 2003)
- Цзинь Жэньцин (17 марта 2003 — 30 августа 2007)
- Се Сюйжэнь (30 августа 2007 — 16 марта 2013)
- Лоу Цзивэй (16 марта 2013 — 7 ноября 2016)
- Сяо Цзе (7 ноября 2016 — 19 марта 2018)
- Лю Кунь (19 марта 2018 — 24 октября 2023)
- Лань Фоань (с 24 октября 2023)